# Hrabstwo Ingham
Hrabstwo Ingham (ang. Ingham County) – hrabstwo w stanie Michigan w Stanach Zjednoczonych. Obszar całkowity hrabstwa obejmuje powierzchnię 560,94 mil2 (1 452,83 km²). Według danych z 2010 r. hrabstwo miało 280 895 mieszkańców. Hrabstwo powstało 29 października 1829 roku i nosi imię Samuela Inghama - dziewiątego sekretarza skarbu Stanów Zjednoczonych.

## Sąsiednie hrabstwa
- Hrabstwo Shiawassee (północny wschód)
- Hrabstwo Livingston (wschód)
- Hrabstwo Washtenaw (południowy wschód)
- Hrabstwo Jackson (południe)
- Hrabstwo Eaton (zachód)
- Hrabstwo Clinton (północny zachód)

## Miasta
- Lansing
- Leslie
- Mason
- Williamston

## Wioski
- Dansville
- Stockbridge
- Webberville

## CDP
- Edgemont Park
- Haslett
- Holt
- Okemos